# Phraates II.

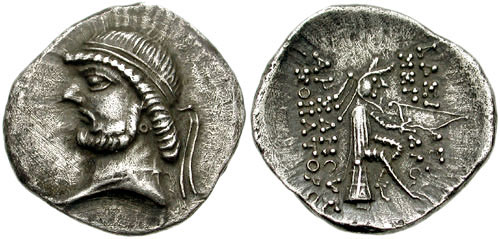
Münze von Phraates II.

Phraates II. war König des Partherreichs von 139 bis 128 v. Chr. 
Phraates II. war der Sohn Mithridates’ I. Da er bei seiner Thronbesteigung noch sehr jung war, regierte zunächst seine Mutter Ri-'nu für ihn. 130 v. Chr. wurde das Partherreich vom Osten und Westen angegriffen. Der seleukidische König Antiochos VII. griff im Westen an, um das gerade verlorene Staatsgebiet wieder zu erobern, wobei er es in drei Schlachten schaffte, Babylonien und Medien zurückzuerobern. Daraufhin bot Phraates Friedensverhandlungen an. Antiochos VII. ging darauf ein und verlangte Mesopotamien und große Teile Irans zurück. Das parthische Reich solle sich auf sein Kerngebiet beschränken. Dazu kamen hohe Tributforderungen. Diese hohen Forderungen konnte Phraates II. jedoch nicht annehmen und so lehnte er dieses Angebot ab. Im folgenden Winter quartierten sich Antiochos VII. und seine Armee in Ekbatana ein, doch brachte er die dortige Bevölkerung gegen sich auf, da einerseits die Soldaten Verpflegung brauchten und dafür die einheimische Bevölkerung aufkommen musste, andererseits kam es anscheinend auch zu Übergriffen der Soldaten. Darauf griff Phraates II. die Winterquartiere der seleukidischen Armee an, wobei die lokale Bevölkerung ihn unterstützte. Antiochos VII. wurde geschlagen und getötet oder beging Selbstmord. Phraates II. konnte den Sohn des Herrschers Seleukos gefangen nehmen. Phraates II. ließ Antiochos VII. ein königliches Leichenbegräbnis zukommen und die Leiche nach Syrien überführen. Phraates II. ließ auch Demetrios II., der seit Jahren in parthischer Gefangenschaft war, frei, wobei dieser zum zweiten Mal Herrscher des seleukidischen Reiches wurde. Womit die parthische Seite sicherlich hoffte mehr Einfluss auf Syrien gewinnen zu können. Phraates II. heiratete sogar eine Tochter dieses Königs, deren Name jedoch nicht überliefert ist.
Syrien, das nun Kerngebiet des seleukidischen Reiches war, war ohne militärischen Schutz und Phraates II. plante anscheinend dort einzufallen. An der östlichen Front drangen jedoch Nomadenvölker bis an die Grenzen des Reiches vor, vernichteten das griechische Königreich Baktrien und bedrohten die Parther. Der Herrscher musste also an die Ostfront eilen und setzte Himeros als Statthalter in Babylon ein, der sich jedoch dort als Tyrann gebar. Phraates II. selbst wurde bei einem Verteidigungsfeldzug von griechischen Händlern, die er gefangen hatte, getötet. 